# لورا اسمت
لورا اسمت (فرانسوی: Laura Smet‎؛ زادهٔ ۱۵ نوامبر ۱۹۸۳) هنرپیشه اهل کشور فرانسه است. وی دختر جانی آلیده و ناتالی بی است. وی از سال ۲۰۰۳ میلادی تاکنون مشغول فعالیت بوده‌است. از فیلم‌هایی که وی در آنها نقش داشته‌است می‌توان به ساقدوش، بهشت و نگهبانان اشاره کرد.